# مدد قلی‌اف

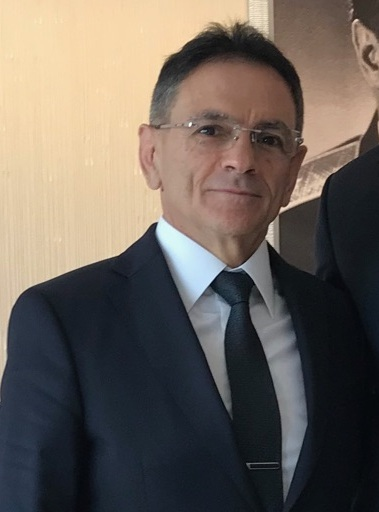
نگارهٔ مدد قلی‌اف، سیاست‌مدار آذربایجانی - ۲۰۱۷

مدد قلی‌اف (ترکی آذربایجانی: Mədət Quliyev) وزیر صنایع دفاع جمهوری آذربایجان است.

## زندگی‌نامه
مدد قلی‌اف در ۲۷ سپتامبر سال ۱۹۵۸، در شهر گنجه آذربایجان شوری سابق زاده شد. مادر وی مدرس زبان و ادبیات آذربایجانی است. او دوره ابتدایی را در مدرسه شماره یک شروع نموده و در سال ۱۹۷۵، از مدرسه شماره ۸ فارغ‌التحصیل شد. وی دانش‌آموخته دانشگاه تربیت بدنی آذربایجان در سال ۱۹۸۰، و نیز دانشگاه علوم انتظامی وزارت امور داخله جمهوری آذربایجان در سال ۱۹۹۷ می‌باشد. متأهل و دارای دو فرزند است.

## کارنامه
مدد قلی‌اف در طول این سالها به‌طور مداوم مشغول ورزش شد. بین سال‌های ۱۹۸۰ الی ۱۹۸۲ خدمت سربازی اش را سپری کرد. آغاز کارنامه اش در نیروی انتظامی به سال ۱۸۸۳ بازمی‌گردد. در میان سال‌های ۱۹۹۲ تا ۱۹۹۴ مسئولیت اداره مبارزه با مواد مخدر و جزایم سازمان یافته را به عهده داشت.
طی سال‌های ۱۹۹۴–۱۹۹۵ سکاندار شعبه منطقه ای یولاخ- قازاخ اداره مبارزه با جزایم سازمان وزارت امور داخله جمهوری آذربایجان بود. در خلال سالهای ۱۹۹۵ تا ۱۹۹۶ مقام مسئول شعبه مبارزه با اخاذی در اداره یادشده بود. همزمان با به عهده گرفتن مقام‌های بلندپایه در وزارت داخله، به تحصیلات خود نیز ادامه داده و در سال ۱۹۹۷ از دانشگاه علوم انتظامی دانش‌آموخته گردید.
در سال ۱۹۹۶، مدد قلی‌اف به معاونت اداره مبارزه با جرایم سازمان یافته منصوب شد، که تا سال ۲۰۰۲ در این سمت باقی ماند. از سال ۲۰۰۴ تا ۲۰۰۶، مسئولیت دفتر ملی مرکزی پلیس بین‌الملل- اینترپل در آذربایجان را به عهده داشت. طی سال‌های ۲۰۰۶ الی ۲۰۱۱، سکان هدایت بخش مدیریت امنیت در وزارت داخله را در دست خود داشت. از سال ۲۰۱۱ تا ۲۰۱۵، به عنوان معاون وزیر دادگستری و همچنین رئیس سازمان ندامتگاه‌های جمهوری آذربایجان فعالیت کرد.
از ماه اکتبر تا دسامبر معاونت وزارت داخله را به عهده گرفت. در دسامبر سال ۲۰۱۵، الهام علی‌اف، ریاست جمهوری آذربایجان، با صدور حکمی دستور به ایجاد دو سازمان - سرویس امنیت دولتی و سرویس اطلاعات خارجی- به جای وزارت امنیت ملی جمهوری آذربایجان داد. در ۱۴ دسامبر همان سال، بنابه دستور الهام علی‌اف، قلی‌اف به عنوان رئیس سرویس امنیت دولتی منصوب شد.
به پایه دستور ۲۰ ژوئن سال ۲۰۱۹ الهام علی‌اف، وی به زمامداری وزارت صنایع دفاع جمهوری آذربایجان رسید.

## جوایز
بر پایه دستور حیدر علی‌اف، رئیس‌جمهوری مرحوم آذربایجان، نشان قهرمان ملی آذربایجان به مدد قلی‌اف اعطاء شد.
بر اساس فرمان شماره ۸۶۶ الهام علی‌اف، رئیس‌جمهوری آذربایجان، در ۳۰ ژوئن سال ۲۰۰۵، درجه مدد قلی‌اف به سرتیپی ارتقاء یافت.
بر اساس دستور شماره ۲۵۵۲ الهام علی‌اف، رئیس‌جمهوری آذربایجان، در نوامبر ۲۰ سال ۲۰۱۲، مدد قلی‌اف به درجه سپهبدی دادگستری رسید.
به موجب فرمان شماره ۸۸۱ الهام علی‌اف، رئیس‌جمهوری آذربایجان، در ۲۶ نوامبر سال ۲۰۱۴، نشان درجه ۳ «برای خدمت به وطن» به مدد قلی‌اف اعطاء گردید.
در ۲۶ مارس ۲۰۱۸، الهام علی‌اف طی صدور دستوری، از مدد قلی‌اف با اهدای نشان درجه ۲ «برای خدمت به وطن» تقدیر نمود.
در ۲۶ سپتامبر ۲۰۱۸، الهام علی‌اف با صدور دستور شماره ۵۰۹، درجه مدد قلی‌اف را به سرلشکری ارتقاء داد.